# Rankourinmaat
Rankourinmaat är en ögrupp i Finland. De ligger i Finska viken och i kommunen Fredrikshamn i landskapet Kymmenedalen, i den södra delen av landet. Öarna ligger omkring 14 kilometer öster om Kotka och omkring 130 kilometer öster om Helsingfors.
Närmaste större samhälle är Fredrikshamn, 9,6 km norr om Rankourinmaat.
Någr av öarna som ingår är: Kuusimaa, Harmaja, Karjala, Vuorimaa, Rankouri, Pieni-Rankouri, Hietamaa och Munakari.

## Klimat
Inlandsklimat råder i trakten. Årsmedeltemperaturen i trakten är 5 °C. Den varmaste månaden är augusti, då medeltemperaturen är 16 °C, och den kallaste är januari, med −6 °C.